# Alfred Domett

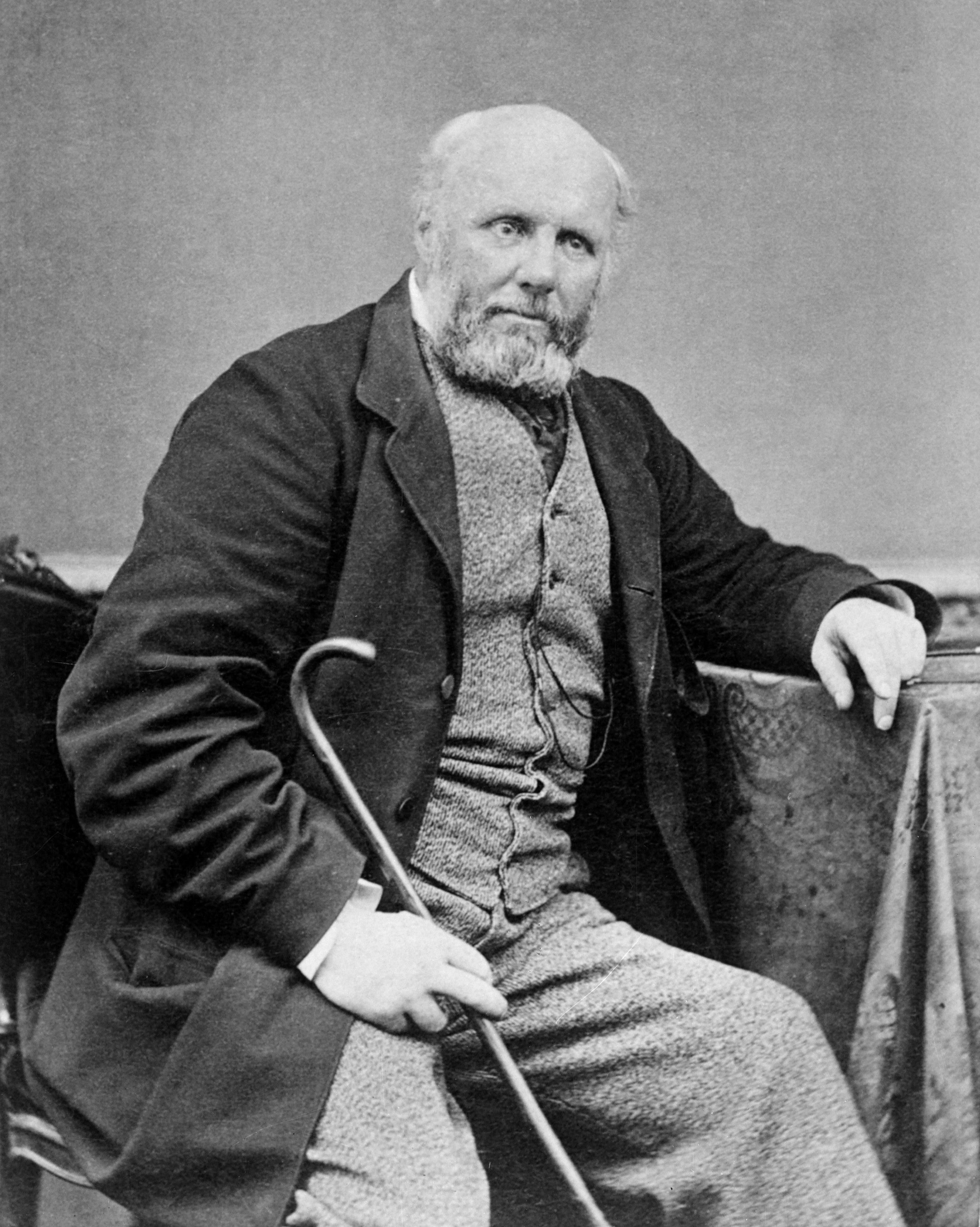
Alfred Domett

Alfred Domett, CMG (* 20. Mai 1811 in Camberwell, England; † 2. November 1887 in London) war ein englisch-neuseeländischer Politiker und Dichter. Er war der vierte Premierminister Neuseelands und regierte vom 6. August 1862 bis 30. Oktober 1863.

## Leben

### Frühe Jahre
Domett studierte Recht am St John’s College der Universität Cambridge. 1833 brach er sein Studium ab und unternahm ausgedehnte Reisen in den USA, Kanada und in der Karibik. In Kanada war er kurze Zeit als Geodät tätig. Nach seiner Rückkehr verkehrte er in literarischen Kreisen. Unter anderem war er eng mit Robert Browning befreundet, der ebenfalls aus Camberwell stammte und von dem Domett im Gedicht Waring verewigt wurde. 1841 nahm Domett doch noch eine Tätigkeit als Rechtsanwalt auf, aber bereits 1842 entschied er sich, nach Neuseeland auszuwandern.
Nach seiner Ankunft in Nelson versuchte er sich zunächst als Landwirt, schlug dann jedoch eine Laufbahn als Journalist ein. Nach dem Wairau-Tumult im Juni 1843, dem ersten bewaffneten Konflikt zwischen Europäern und Māori, wurde Domett von den aufgebrachten Siedlern beauftragt, bei der neuseeländischen Kolonialregierung Vergeltungsmaßnahmen zu fordern. Als die Regierung sich weigerte, die beteiligten Māori hart zu bestrafen, wurde Domett zu einem der schärfsten Kritiker. Er verfasste eine Petition, die im November 1845 zur Absetzung von Gouverneur Robert FitzRoy führte.

### Politische Karriere
1848 begann Dometts lange Karriere im öffentlichen Dienst, nachdem er von Gouverneur George Grey zum Kolonialsekretär des auf der Südinsel gelegenen Gebiets New Munster an der Cookstraße ernannt wurde. Dometts Ideen für ein frei zugängliches, obligatorisches und konfessionell gemischtes Schulsystem wurden belächelt und von den Provinzregierungen als „absurd“ bezeichnet, im 1877 erlassenen Schulgesetz jedoch fast unverändert übernommen.
Von 1854 bis 1856 war er Magistrat der Provinz Hawke’s Bay und legte den Bebauungsplan der Stadt Napier fest. 1855 wurde er als Abgeordneter von Nelson ins neu geschaffene neuseeländische Parlament gewählt. 1856 heiratete er die verwitwete Lehrerin Mary George. Ab 1857 hatte neben seinem Amt als Parlamentsabgeordneter auch dasjenige eines Provinzialrates in Nelson inne. Darüber hinaus wurde er 1858 zum Direktor des Nelson College ernannt und legte den Grundstein zur Parlamentsbibliothek.

### Premierminister
Als Edward Staffords Regierung im August 1862 bei einem Misstrauensvotum unterlag, wurde Domett das Amt des Premierministers angeboten, was er auch annahm. Schon kurz darauf geriet er unter Beschuss, da er oft während mehreren Tagen abwesend war, um dann ein umfangreiches Schriftstück zu präsentieren, mit dem die übrigen Minister nicht viel anzufangen wussten. Er plante, auf enteignetem Land der Māori 20.000 Einwanderer anzusiedeln und diese mit Waffen auszurüsten. Seine unnachgiebige Haltung gegenüber den Māori, insbesondere die umfangreichen Landenteignungen und sein Versuch, jegliche Verantwortung für gewalttätige Zwischenfälle auf die britische Regierung abzuschieben, führten schließlich nach 14 Monaten zum Bruch der Regierung. Domett verlor Ende Oktober 1863 ein Misstrauensvotum und wurde durch Frederick Whitaker abgelöst.

### Weitere Ämter und späte Jahre
Nach seinem Rücktritt kehrte Domett in den öffentlichen Dienst zurück und arbeitete als Sekretär für das Crown Lands Office, das die im Staatsbesitz befindlichen Grundstücke verwaltete und für die Besiedlung vorbereitete. Daneben war er weiterhin als Parlamentsabgeordneter tätig und wendete viel Zeit für den Ausbau der Parlamentsbibliothek auf. Im November 1863 stellte er den Antrag, die Hauptstadt nach Wellington zu verlegen, da zahlreiche Vertreter der Südinsel die Unabhängigkeit anstrebten. Wörtlich hieß es: „Es ist notwendig geworden, den Regierungssitz ... an einen passenden Ort an der Cookstraße zu verlagern“. Der Antrag wurde angenommen und zwei Jahre später umgesetzt.
1871 wurde Domett pensioniert und kehrte in seine Heimat England zurück, wo er für den Rest seines Lebens blieb. Er erneuerte die Freundschaft mit Robert Browning, war als Dichter tätig und wurde 1880 zum Commander des Order of St. Michael and St. George ernannt. Die Conservative Party bot ihm an, für einen Sitz im britischen Unterhaus zu kandidieren, doch Domett lehnte ab. Er starb 78-jährig in London.

## Literarisches Werk
Nach 1833 veröffentlichte Domett zahlreiche Gedichte im Blackwood's Magazine. Eines davon, A Christmas Hymn, erlangte größere Aufmerksamkeit. 1871 schrieb er sein Hauptwerk Ranolf and Amohia, a South Sea Day Dream, ein Gedicht mit 14.000 Zeilen über die Liebe eines Māori-Mädchens mit einem jungen Engländer. Die Idealisierung der Kultur der Māori in diesem Gedicht kontrastiert stark mit den von ihm angeordneten Enteignungen der Ureinwohner. Kritiker lobten die detailgetreue Landschaftsbeschreibung, hielten das Werk aber insgesamt für zu verworren und ausufernd. Während die Neuseeländer durchaus angetan waren, hielt sich die Begeisterung in Großbritannien in engen Grenzen. 1883 erschien eine zweite Auflage, die 4.000 Zeilen länger war als die erste. Das 1877 verfasste Gedicht Jetsam and Flotsam widmete Domett seinem langjährigen Freund Robert Browning.
- Flotsam and jetsam. Rhymes old and new. Paul, Trench & Co, London 1877
- Ranolf and Amohia. A South Sea day dream. Smith Elder, London 1973
- Ranolf and Amohia. A dream of two lives. Smith Elder, London 1883